# Buster Brown (banda)
Buster Brown fue un grupo australiano de Rock and roll formado en Melbourne, en 1973. Su sonido era Hard Rock combinado con influencias de Blues Rock. Es notorio por haber tenido a Angry Anderson y Phil Rudd entre sus miembros.  

## Trayectoria
Buster Brown se formó en 1973 en Melbourne. Sus miembros fueron Angry Anderson como vocalista, Paul Grant y John Moon a las guitarras, Chris Wilson en teclados, Ian Ryan como bajista (luego sustituido por Georgie Leach) y el baterista Phil Rudd. El grupo adquirió fama a nivel local y actuó en enero de 1974 en el Sunbury Festival de Victoria (Australia). Ese año Mushroom Records lanzó el álbum de varios artistas Highlights of Sunbury '74 Part 1 que incluía las canciones del grupo "Roll Over Beethoven" (una versión de Chuck Berry) y "Buster Brown". Junto con Coloured Balls, Billy Thorpe, Madder Lake o Chain, eran apoyados por 'Sharpies' o 'Sharps' (pandillas prominentes de Melbourne).
En diciembre de 1974 publicaron el álbum de estudio "Something To Say" producido por Lobby Loyde, que incluía las canciones:
1. Rock and roll lady
2. Let me in
3. Buster Brown
4. Roll over Beethoven
5. Young spunk
6. Apprentice
7. Something to say
Después del álbum debut, se produjeron cambios en la formación hasta su disolución en 1975. En 1976, el vocalista Angry Anderson formó la banda australiana Rose Tattoo que incluiría a los exmiembros de Buster Brown Georgie Leach y Dallas 'Digger' Royall.